# 岑渓市
岑渓市（しんけい-し）は中華人民共和国広西チワン族自治区梧州市に位置する県級市。

## 歴史
前漢は南越国の領域に含まれていたが、前111年（元鼎6年）、南越国を滅ぼした前漢は蒼梧郡猛陵県を設置し、現在の市域の大部分がその管轄地とされた。
524年（普通5年）、南朝梁により市域の大部分の地域に永業郡が設置され、郡治は現在の筋竹鎮旧県村とされた。583年（開皇3年）、隋により永業郡は廃止、永業県が設置し、その後一旦県は廃止とされたが、596年（開皇16年）に再設置された。
622年（武徳5年）、唐により永業県に南義州を設置、安義県（現在の市東部）・竜城県（市中部）・義城県（市南西部）の3県を設置、郡治を竜城県に定めた。757年（至徳2載）、安義県は永業県と、竜城県は岑渓県と改称され、岑渓県の名称が史書に初めて登場した。
973年（開宝6年）、北宋により南義州3県は岑渓県に統合され現在の行政区域が基本的に確定した。中華人民共和国成立後、1951年と1953年にかけて藤県の糯垌、三堡地区が岑渓県に編入、1995年9月には県級市に改編され現在に至る。

## 行政区画
- 鎮:岑城鎮、馬路鎮、南渡鎮、水汶鎮、大隆鎮、梨木鎮、大業鎮、筋竹鎮、誠諌鎮、帰義鎮、糯垌鎮、安平鎮、三堡鎮、波塘鎮